# Марикрус Нахера
Марикрус Нахера (на испански: Maricruz Nájera) е мексиканска актриса. Омъжена е за актьора и режисьор Алехандро Бичир, с когото имат три деца - известните актьори Одисео, Демян и Бруно Бичир.

## Кариера
Марикрус учи актьорско майсторство в Националния институт за изящни изкуства и литература, Мексико. Дебютът ѝ е през 70-те години в игралния филм El juego de Zuzanka. След това участва във филмите Para servir a usted, Los días del amor, La muerte de Pancho Villa и други. Първата теленовела, в която участва, е Rina от 1977 г., продуцирана от Валентин Пимстейн.

## Филмография

### Теленовели
- В диви земи (2017) – Роса
- Жените в черно (2016) – Аманда
- Просто Мария (2016) – Кончита
- Не ме оставяй (2015-2016) – Силвия Лариос
- Че те обичам, обичам те (2013/14) – Хосефа
- Убежище за любовта (2012) – Матилде
- Рафаела (2011) – Констанса
- Триумф на любовта (2010-2011) – Томаса Ернандес
- Para volver a amar (2010-2011)
- Пътища на любовта (2002) – Лаура Албавера
- Приятелки и съпернички (2001) – Камелия
- Aventuras en el tiempo (2001) – Госпожа Сопилоте
- Узурпаторката (1998) – Емилияна
- Разногласие (1997) – Росарио
- Mi querida Isabel (1996) – Хесусита
- Caminos cruzados (1994) – Елса
- Валентина (1993) – Глория Луке
- El abuelo y yo (1992) – Адорасион
- Мария Мерседес (1992) – Нана Крус
- Madres egoístas (1991) – Наталия Блиндер
- Аз купувам тази жена (1990) – Хулиана
- Моя малка Соледад (1990) – Съдия
- Свърталище на вълци (1986) – Вдовицата Гутиерес
- Звяр (1983) – Анхелина
- Por amor (1982) – Хулия
- Остави ме да живея (1982) – Хосефина
- Богатите също плачат (1979) – Мария #2
- Viviana (1978)
- Mamá Campanita (1978) – Мартина
- Rina (1977)

### Сериали
- Como dice el dicho (2014)
- Розата на Гуадалупе (2013) – Баба Адела
- Los simuladores (2010) – Томаса
- Central de abasto (2008)
- S.O.S.: Sexo y otros secretos (2007) – Доня Кандида
- Mujer, casos de la vida real (1989) участва в 3 епизода в периода 1989-2006 г.

### Кино
- Men with guns (1997) – Богатата жена
- La güera Chabela (1994)
- Amor a la medida (1993)
- El patrullero (1991) – Госпожа Рохас
- La gata Cristy (1990) – Клотилде
- De la cabeza al cielo (1990)
- El patrullero 777 (1978)
- Canoa (1976)
- La muerte de Pancho Villa (1974)
- El principio (1973)
- Los días del amor (1972) – Исаура
- Para servir a usted (1971)
- El quelite (1970)
- Emiliano Zapata (1970)
- El juego de Zuzanka (1970)

## Награди
Награди Bravo
| Година | Категория               | Сериал             | Резултат |
| ------ | ----------------------- | ------------------ | -------- |
| 2015   | Най-добра първа актриса | Como dice el dicho | Печели   |